# Габрієль Яред
Габріє́ль Яре́д (араб. جبرائيل يارد, фр. Gabriel Yared; нар. 7 жовтня 1949, Бейрут, Ліван) — музикант, композитор і оркестратор ліванського походження, який попри пізню академічну освіту, вважає себе самоуком. Автор музики для кінофільмів європейського (переважно французького) та американського виробництва. Серед фільмів з музикою Яреда — «Англійський пацієнт», «Талановитий містер Ріплі», «Холодна гора», «Осінь у Нью-Йорку», «1408» та інші. Тричі номінувався на премію «Оскар», один раз став переможцем цієї премії. Володар й інших музичних кінонагород. Крім того, Яред є автором музики для балетів, а також для радіо, телебачення і реклами.

## Біографія
Габрієль Яред народився 7 жовтня 1949 в Лівані. З 4 до 14 років навчався в єзуїтській школі-інтернаті Бейрута. Після закінчення школи вступив на юридичний факультет, де вивчав філософію французькою та арабською мовами.
Окрім основного навчання Габрієль займався музикою — в сім років батько віддав його на курси акордеона, а з дев'яти він почав опановувати гру на фортепіано. Попри невіру вчителя в музичне майбутнє Яреда, Габріель продовжував придержуватися свого захоплення, зайнявши місце померлого викладача-органіста в університеті Святого Йосипа, і відвідував єзуїтську музичну бібліотеку. Яреда зацікавили методи музичної композиції, і він став знайомитися з ними через вивчення класичного репертуару. Він познайомився з усіма творами Баха для органу, а також роботами Д. Букстегуде, Й. Пахельбеля, Р. Шумана, Ф. Ліста, М. Дюрюфле, О. Мессіана, Ж. Лангле, Ш. М. Відора, С. Франка.
Середовище, в якому ріс Габрієль Яред, було бідне на музичну різноманітність. Окрім східної музики, в той час не дуже любимої Яредом, йому була доступна лише французька поп-музика, яку він міг слухати на хвилі радіо ORTF. Крім того, в Лівані було складно знайти ноти. Іноді батько привозив їх Габрієлю зі своїх поїздок. Попри обмежений доступ до прикладів світової музичної культури, в 14 років Габрієль завдяки здобутим знанням в царині музичної композиції зміг написати вальс для фортепіано. 1966 року він написав музику для змішаного хору, покладену на поезію Поля Валері, а в 1968 — для фортепіанного тріо, і в цей же час Яред став давати концерти.
Отримавши ступінь бакалавра юстиції, в 1969 році Яред вирушив до Франції. Там вільним слухачем він відвідував заняття Анрі Дютійо і Моріса Оани в паризькій Нормальній школі музики.

### Бразилія
У 1971 році Габрієль Яред відправився в Бразилію відвідати дядька. Запланувавши провести там пару тижнів, у результаті він затримався на рік-півтора. Президент Всесвітньої федерації естрадних музичних фестивалів звернувся до Яреда з проханням написати пісню для музичного конкурсу в Ріо-де-Жанейро. На фестивалі пісня посіла перше місце, а також третє місце на музичному святі в чилійськом місті Вінья-дель-Марі.
Всього через місяць після приїзду в Бразилію Яред, за його словами, міг вільно розмовляти на португальському діалекті каріока і писати музику в стилі босанова.
Яред зібрав невеликий оркестр — з шести осіб — і виступав з ним у найвідомішому нічному клубі Іпанеми з музикою, яку писав удень. У цей же час він дав концерт для квартету саксофонів на чолі з Паулу Мора, а також взяв участь в записі альбому Івана Лінса як диригент.
Знайомство з бразильською музичною культурою залишило помітний слід у творчості композитора. Як приклад впливу цієї культури сам Яред називав фільм «Тридцять сім і два щоранку», для якого він написав саундтрек, а також пісні, виконані Мішелем Жоназом і Франсуазою Арді.

### Франція
Вирішивши побачитися з батьками, щоб потім повернутися до Бразилії, Габрієль Яред вирушив на батьківщину, в Ліван. Проте він відвідав Париж, де в результаті і залишився. Разом з братами-музикантами, з якими він жив, Яред зайнявся написанням пісень, а також уперше спробував свої сили в оркестровці струнних, мідних духових інструментів і хору. Навички оркестратора, на відміну від композиторських, не залишилися непоміченими, і Яред впродовж наступних шести років створив переконливу серію оркестровок — всього близько трьох тисяч — які використовувалися музикантами в студіях звукозапису.
З 1974 до 1980 року Яред завдяки співпраці з такими виконавцями як Джонні Голлідей, Сільвія Вартан, Енріко Масіас, Шарль Азнавур, Жильбер Беко продовжував удосконалювати свої музичні навички. Беручи участь у створенні альбому Star Франсуази Арді в 1976 році, він, нарешті, зміг використати інші свої здібності окрім оркестровки. Потім Яред працював з Мішелем Жоназом, Мішелем Фюгеном, Міною, коли він зміг розширити рамки своєї діяльності, проявивши себе як автор музики, художній керівник і керівник проєктів в цілому. Одночасно, Яред займався написанням музики для рекламного бізнесу, брав участь у створенні роликів для радіо і телебачення, став автором джинґла для програми новин телеканалу TF1, а також записав альбом з власним вокалом. Приблизно в цей же час він вирішив поповнити свій багаж знань в царині музичної теорії та став відвідувати Паризьку консерваторію, де зайнявся вивченням поліфонії і фуги.

## Кінокомпозиторська діяльність
За словами Яреда, як композитор він — інтроверт. Його образи виникають завдяки словам і внутрішнім процесам в його власній свідомості, що суперечить враженням, викликуваними кінематографом. Проте, в 1975 році він записав саундтрек до бельгійського фільму режисера Самі Павела під назвою «Miss O'Gynie et les hommes fleurs». Першою ж його по-справжньому серйозною роботою для кіно стала музика до фільму Жана-Люка Годара «Рятуй, хто може (своє життя)», що вийшов у 1980 році. Годар, який шукав для свого фільму класичного композитора, дізнався про Яреда від чоловіка Франсуази Арді, Жака Дютрона, який якраз був запрошений на одну з ролей у фільмі. При зустрічі з Яредом Годар пояснив своє бачення музичного оформлення його нової стрічки. Саундтрек повинен був представляти варіації на музичну тему з опери «Джоконда» Амількаре Понк'єллі. Оскільки Яред не хотів більше займатися оркестровкою, він вимушений був спочатку відхилити пропозицію про співпрацю і навіть «порадив» Годару купити путівник шоу-бізнесу, де можна знайти контактні дані оркестратора. Попри цей «демарш», Годару сподобалася їхня розмова і він відправив записку з проханням про повторну зустріч. У результаті Яред записав саундтрек, не побачивши ні єдиного кадру з фільму, ґрунтуючись винятково на побажаннях Годара. Для Яреда саме такий досвід став дуже значущим, оскільки відсутність готових матеріалів фільу, що знімається, перед очима давала більше свободи його уяві та творчості.

### Початковий період
У 1980-і роки Яред став одним з піонерів у використанні семплювання для запису саундтреків. Першим фільмом, у якому музика, створена Яредом, містить семпли, став «Мальвіль» (1981), знятий за романом Робера Мерля. Для передачі атмосфери в цій кінроботі, в якій розповідається про життя в пост-ядерному світі, виявилося недостатньо традиційних методів оркестровки, і Яред став експериментувати, зокрема, з синтезатором Fairlight. Використовуючи різні звуки LP-записів етнічної музики (наприклад, звучання кануна), Яред створив власний набір семплів, на його думку найвідповідніших для фільму. У той же час, подібні рішення, додаючи саундтреку новий ефект, що відповідає духу кінострічки, не могли ще повністю замінити традиційний оркестр, тому в «Мальвілі» вони є лише деякою частиною загального музичного оформлення. Все ж, таке звучання здалося режисерові фільму занадто незвичним, і в остаточному варіанті використовується всього п'ять хвилин музики з сорока, записаних Яредом.
Так само Яред комбінував звучання і в інших своїх роботах. Так у фільмі Моріса Дюговсона «Сара» (1983), у зніманні якого Яред брав участь не лише як композитор, але й зіграв одну з ролей, можна почути суміш струнного квартету, фортепіано і синтезаторів, а для фільму «Ганна К.» (1983) Коста-Гавраса використовуються симфонічний оркестр і східна музика вкупі з електронними інструментами. У претензійному, на думку більшості критиків, фільмі Жана-Жака Бенекса «Місяць у стічній канаві» (1983) разом з синтезаторами звучать скрипка і бандонеон. Створюючи музику для цього фільму Яред продовжував експериментувати. Так, для сцени в доках була записана композиція з імітацією звучання різних робочих інструментів, які використовуються на верфі, у тому числі молотків і пилок; а на фінальних титрах звучать усі теми з фільму на фоні арфи, проповіді священика і співу птахів.
Після «Місяця у стічній канаві» Бенекс запропонував Яреду написати музику до наступної його стрічки — «Тридцять сім і два щоранку» (1986). Прочитавши сценарій, Яред зустрівся з акторами цього фільму, Жаном-Югом Англадом і Беатріс Даль. Вони обговорили ключову сцену, в якій герої дуетом грають на фортепіано. Яред заздалегідь написав тему, враховуючи музичні можливості акторів. Також, ще до знімання була написана тема з саксофонами для сцени з каруселлю. За словами Яреда в цьому фільмі вдалося досягти такої взаємодії кіно і музики, що багато людей відразу ж згадують сцени фільму під час прослуховування музичних композицій. Цього разу, при записі саундтреку використовувалася мінімальна кількість інструментів: гітара, губна гармоніка, саксофон, ударні і синтезатор. Попри це, музика у фільмі стилістично досить різноманітна, хоча й об'єднана загальними тематичними елементами.
Фільм «Тридцять сім і два щоранку», який здобув популярність за межами Франції, сприяв виникненню інтересу до Яреда в зарубіжних режисерів. Один з них, Роберт Альтман, використав музику Яреда у фільмах «Це — доля!» та «Вінсент і Тео». Крім того, композитор був затверджений в італійському телевізійному проєкті «Римлянка», в якому взяла участь Джина Лоллобриджида.
Працюючи з французьким режисером Жаном-П'єром Мокі, Яред записав музику до фільму «Сентиментальний агент» (1987), створисши ще до початку знімання головну тему. З урахуванням побажань Мокі саундтрек повинен був вийти дуже тематичним, а також дуже геррманічним. Їхня співпраця продовжилася потім у роботі над кінокомедією «Час задоволень» (1988). Ще з юності, бувши прихильником вокальної групи Double Six, Яред запросив її засновницю, Мімі Перрін, написати та виконати разом з іншими учасниками групи головну пісню для фільму.
Окрім ігрових фільмів Габрієль Яред брав участь і в анімаційних проєктах. Співпрацюючи з французьким аніматором Рене Лалу, він написав музику до короткометражного мультфільму «Як був врятований Вонг Фо» (1987) і повнометражній мультиплікаційній стрічці «Гандахар» (1988). Лалу надав Яреду повну свободу творчості. Композитор записав музику, використовуючи можливості синтезатора, у тому числі тему для «Гандахара», джерелом натхнення для якої послужили хорали Баха для органу.
Стати композитором фільму Бруно Нюйттена «Камілла Клодель» Яреду запропонувала продюсер і виконавиця головної ролі, Ізабель Аджані, після того, як з'ясувалося, що первинні плани режисера використати у фільмі музичну спадщину Бенджаміна Бріттена не можуть бути реалізовані через дію авторських прав. У саундтреку, що став одним з найкласичніших за стилем із записаних Яредом, помітний вплив таких композиторів, як Арнольд Шенберг, Ріхард Штраус і Густав Малер. Разом з музикою «Англійського пацієнта» і відхиленим саундтреком для «Трої» Яред називав музику «Камілли Клодель» серед своїх трьох головних досягнень в кінематографі.
У 1993 році Яред став лауреатом французької національної кінопремії «Сезар» завдяки своєму творчому внеску в кінострічку Жана-Жака Анно «Коханець». Перед зніманням цього фільму Анно, розмовляючи з композитором, говорив про музику Шопена, про Маргеріт Дюрас, за автобіографічною повістю якої був написаний сценарій, порівнював її просту історію з арпеджіо в музиці. Прикладом результату такої взаємодії композитора і режисера може слугувати одна з музичних тем «Коханця», побудована на взаємодії арпеджіо на основі пентатоніки, і сі-мінорної тональності вальсу Шопена.

### Співпраця з Ентоні Мінгеллою
Британський кінорежисер Ентоні Мінгелла звернув увагу на Габрієля Яреда завдяки фільмам з музикою останнього — «Тридцять сім і два щоранку» і «Коханець». З'ясувалося, що їхні смаки об'єднувала захопленість Бахом; у музиці вони обоє любили красу і суворість. Мінгелла збирався задіяти талант Яреда ще для «Містера Диво» — свого першого голлівудського фільму, але невідомому в той час в Америці європейському композиторові наймачі віддали перевагу іншому. Проте, вже для наступного свого проєкту Мінгелла наполіг на участі Яреда. Таким чином почалася робота над тріумфальним для обох «Англійським пацієнтом». Для цього фільму Яред записував музику впродовж десяти місяців паралельно зйомкам. За традицією, він обмежився переглядом незначної кількості матеріалів для майбутньої стрічки. Мінгелла лише в загальних рисах дав зрозуміти, якого результату він чекає. Режисерові були потрібні елегантність і гармонія в музиці. Джерелами натхнення він запропонував музику Пуччіні і Баха, а також східні музичні твори. Коли одну з тем Баха, з «Варіацій Гольдберга», замовник запропонував залишити без змін, Мінгелла знову добився визнання необхідності використати творчість Яреда.
Для наступного фільму Мінгелли, «Талановитий містер Ріплі», знадобилася музика, що враховує атмосферу трилера. Режисер коротко пояснив Яреду, яким є персонаж Метта Деймона: «Ця людина, можна сказати, повністю розділена на дві частини, вона переміщується на одну ногу, а іншою відступає». Цього вистачило, щоб Яред підібрав синкоповану тему, яка, на його думку, ідеально виражала психологічний стан персонажа. Кінострічка розпочинається з пісні на музику Яреда у виконанні Шинейд О'Коннор. За словами композитора, психологічний ефект цієї пісні «привносить» атмосферу всього фільму.
Про роботу над «Холодною горою» Яред згадував з меншим ентузіазмом, ніж про кіномузичний досвід попередніх картин Мінгелли. Пояснював він це недостатньо частим спілкуванням з режисером, який для знімання вимушений був тривалий час подорожувати. Крім того, проєкт здавався Яреду занадто переконливим, і він постійно шукав в ньому своє місце. Яред виділив музику, написану до початку знімання фільму, як найвдалішу. В процесі своєї роботи композитор контактував з Ніколь Кідман, яка брала участь у зйомках, щоб обговорити деякі деталі музичного оформлення «Холодної гори».
Четвертим фільмом Мінгелли, над яким працював Габрієль Яред, стало «Вторгнення» 2006 року. Цього разу запис саундтрека впродовж майже півтора років вівся спільно з британською групою Underworld. У фільмі ритмічну електронну музику групи й акустичні фрагменти підтримує оркестр струнних, додаючи емоцій в «бездушний» ритм, що передає суть сучасного міста. Таким чином, у відтвореній атмосфері постійного вичікування знаходиться місце для музичного вираження переживань героїв фільму.
Згодом Габрієль Яред був затверджений композитором останнього проєкту Мінгелли — серіалу «Жіноче детективне агентство №1», пілотний епізод якого вийшов вже після смерті режисера.

### Інші роботи
Американські кіновиробники після низки голлівудських стрічок, в роботі над якими брав участь Габреєль Яред, бачили в ньому, насамперед, романтичного композитора для історій любові, які закінчуються погано. Яред, не бажаючи ставати заручником такого уявлення про себе, продовжував брати участь в європейському кінематографі, який надавав йому більше різноманітності для творчості. У той же час, його талант продовжував використовуватися і в кіно американського виробництва.
Одним з прикладів участі Яреда в європейському кіно 2000-х є оскароносний фільм Флоріана Генкеля фон Доннерсмарка «Життя інших». Режисер впродовж декількох місяців писав запити на співпрацю c Яредом, бажаючи отримати у своєму фільмі ту ж психологічну красу в музиці, яка, на думку Доннерсмарка, присутня і в «Талановитому містерові Ріплі». Врешті-решт, Яред погодився написати музику, попри скромний бюджет фільму і власну зайнятість. У зв'язку з обмеженням за часом через свої зобов'язання в іншому проєкті («Вторгнення»), Яред запропонував співпрацю композиторові Стефану Муша, який раніше упродовж десяти років був його помічником. Основні теми для майбутньої кінострічки написав Яред, а Муша адаптував матеріал до сцен фільму і займався оркестровкою. Музика, що передавала атмосферу існування людей в умовах тотального контролю, була записана за участю Празького симфонічного оркестру.
Музика Яреда до повнометражної анімаційної стрічки «Азур і Азмар», що оповідає про відмінності між західним і східним світами, стала деякою проєкцією не лише тематики анімаційного фільму, але й географії походження самого композитора. Розвиток сюжету в творінні Мішеля Осело супроводжується музичним переходом від поєднання західних середньовічних інструментів, серед яких, — блокфлейта і орган, до традиційних східних: канун, уд, най, арабська скрипка, східні ударні. Оскільки персонажі в мультфільмі танцюють і співають, знадобилася особлива взаємодія композитора з творчою групою, щоб синхронізувати музику і анімацію. Одним з вокальних виконавців для фільму став сам композитор.
Дещо відступивши від звичної для себе манери, за роботу над саундтреком драми Яна Кунена «Коко Шанель і Ігор Стравінський» Яред почав всього за три місяці до початку озвучування фільму. Таке виключення пояснюється використанням добре відомої Яреду теми І. Стравінського «Весна священна» як стержня в музичному оформленні фільму. За словами кінокомпозитора, його власна музика потрібна тут лише для того, щоб підкреслити історію і стосунки двох головних персонажів фільму.
У низці американських мелодрам, серед яких такі фільми, як «Місто янголів», «Послання в пляшці», «Найкращий друг», «Осінь у Нью-Йорку», «Амелія», Яреду вдалося застосувати своє творче уміння в голлівудському кіно іншого жанру, ставши першим в історії «фабрики марень» французьким композитором фільму жаху. Можливість отримати новий досвід, яким стала робота над саундтреком фільму «1408», — за оповіданням Стівена Кінга — Яред сприйняв з радістю, назвавши його таким, що «омолоджує». Режисерові фільму, Мікаелю Гафстрему, композитора рекомендував Гарві Вайнштайн — співзасновник Miramax Films і виконавчий продюсер фільмів Мінгелли. Музичне окреслювання містичних явищ у фільмі «1408» було досягнуто через поєднання традиційного симфонічного оркестру з набором електронних вставок, що надає звучанню необхідної похмурості.

### Відхилений саундтрек до фільму «Троя» та інші невдачі
До «Трої» музика Яреда, написана для кіно, була знехтувана двічі. В одному випадку це сталося через відсутність порозуміння між ним і режисером Білле Аугустом під час роботи над фільмом «Знедолені». В іншому випадку це сталося, коли Яреду доручили замінити записаний саундтрек Еда Шермура для фільму «Крила голубки», а в результаті було ухвалено рішення повернутися до початкового варіанту. Але саме відмова від плодів майже річної роботи над саундтреком «Трої» стала для Яреда найнесподіванішою і неприємною.
Попри виниклу в Яреда в Голлівуді репутацію автора музики до романтичних драм і лише незначний досвід композитора в роботі над епічними кінострічками (виключення — фільм 1985 року «Прощавай, Бонапарт»), режисер Вольфганг Петерсен все ж довірив йому музичне оформлення «Трої», розраховуючи на досить глибокий емоційний рівень твору. Композитор розпочав працювати в 2003 році. Концепція Яреда припускала створення класичної музики, але в той же час їй треба було надати сучасне звучання. В атмосфері епічної історії повинні були чутися тонкі й емоційні епізоди. Яред використав оркестр духових інструментів з 25 мідними, щоб збільшити діапазон відтінків звучання. Для драматичних і батальних сцен був записаний хоровий спів. Ударні забезпечили безліч етнічних і звичайних звуків і ритмів. Був використаний болгарський хор, а також вокал македонської співачки Тані Царовської, який як «голосу долі» звучав би, наприклад, в такі ключові моменти, як поєдинок Гектора і Ахіллеса. Яред написав пісню на тему кохання Єлени і Паріса. У фільмі вона звучала б у виконанні Тані Царовської, яка написала для пісні текст на македонською мовою.
За словами Яреда, Петерсен, прослуховуючи зразки майбутнього саундтреку, висловлював повну задоволеність якістю музики. Усе змінилося після тестового показу фільму для обмеженої аудиторії (близько 20 чоловік). За результатами перегляду на той момент ще не завершеному саундтреку була дана характеристика як такого, що «пригнічує» і «старить фільм». Попри те, що під час передпоказу використовувалася лише попередня звукова доріжка, впродовж 24 годин режисер і студія прийняли рішення відмовитися від послуг Яреда.
Те що відбулося вражений композитор назвав зрадою. На своєму сайті він розмістив відкрите звернення, в якому висловив своє відношення до виниклої ситуації і заявив, що саундтрек до «Трої» став найкращим у його кар'єрі. Це публічне звернення не всіма було схвалено з точки зору корпоративної етики, і були висловлені побоювання стосовно наслідків для репутації Яреда. Композитор, окрім того, виклав на сайті фрагменти відхиленого саундтреку, але через деякий час вимушений був прибрати їх на вимогу Warner Bros. (за умовами контракту музика належить кінокомпанії).
Музика до «Трої» була передоручена Джеймсу Горнеру всього за декілька тижнів до прем'єри фільму. Горнер в стислі терміни зумів записати свій саундтрек, за відгуками критиків досить непоганої якості. Згодом, в одному з інтерв'ю на радіо він піддав різкій критиці Яреда, засумнівавшись в його здібностях створювати музику саме для кіно. Проте, різні оглядачі сприятливо відгукувалися про музику Яреда і, порівнюючи два саундтреки, віддавали їй свою перевагу). На одному з сайтів була навіть подана петиція з проханням включити в підготовлюване до релізу видання «Трої» на DVD додаткову звукову доріжку з музикою Яреда і/або окремий саундтрек-альбом. Пізніше вийшов бутлег, на якому був відхилений саундтрек Яреда
.
Ситуація із заміною Яреда на іншого композитора повторилася під час знімання фільму «Турист». Режисер «Туриста», Флоріан Генкель фон Доннерсмарк, з яким Яред працював над фільмом «Життя інших», звільнив останнього, відмовившись від результатів дев'ятимісячної праці композитора, як і у випадку з «Троєю» — після тестового передпоказу.

## Відгуки
Джеймс Горнер, після того, як він замінив Габрієля Яреда як композитора «Трої», у своєму інтерв'ю врозріз з оцінками оглядачів назвав знехтуваний саундтрек Яреда «банальним» і навіть «жахливим». Погодившись з глядачами, які після передпоказу фільму Петерсена дали музиці Яреда характеристику невідповідної вимогам сучасного кіно, Горнер порівняв таку «Трою» з «Подвигами Геракла» — кіноепопеєю піввікової давності. На думку Горнера, фільми Яреда — витонченіші, і його музика не годиться для масштабних екшн-фільмов, яким є «Троя».
«Троя» — не єдиний приклад, коли музика Яреда називалася старомодною. Проте, один з оглядачів, рецензуючи саундтрек «Амелії», визнав, що музикою, яка має таку ж особливість в цьому фільмі, цілком можуть насолодитися прихильники інших подібних робіт кінокомпозитора, наприклад, саундтреків «Послання в пляшці» або «Одержимості». Він же знайшов загальні риси музики в цих кінострічках з романтичними творами Джона Баррі.

## Особливості творчості
Історія творчості Габрієля Яреда демонструє його бажання експериментувати як з точки зору культурної різноманітності музики, так і в плані використання технічних засобів. Початковий період його участі в кінематографі ознаменований пошуком балансу між звучанням електронних інструментів і традиційного оркестру. У своїх перших фільмах Яред велику роль відводив синтезаторам, широко використав дисонуючі тони і повтори, що, можливо, надавало надмірну штучність його музиці. Але вже у фільмах 1983 року — «Місяць у стічній канаві» і «Скарлатина» — оркестру приділена необхідна для музичного балансу увага. З часом електронний супровід у саундтреках Яреда став менше помітним. Замість цього композитор вважав за краще варіювати звучання за допомогою оркестровок і, разом з частим зверненням до фортепіано, шукав музичні рішення в соло інших музичних інструментів: кларнет і саксофон в «Тітоньці Данієль», акордеон і скрипка в «Вінсенті і Тео» або гітара в «Королівській хвойді».
Яред використав не надто багато мелодій у своїх саундтреках, замість цього він пропонував глядачеві різні варіації, засновані, головним чином, на одній-двох мелодіях. Його універсалізм проявився в умінні створювати музику відповідно до різних культурних традицій. Наприклад, знайомство Яреда з бразильською музикою відтворене у фільмі «Тридцять сім і два щоранку». Східні мотиви чутні в драмі, що зачіпає палестино-ізраїльські стосунки, «Ганна К.» в історичному фільмі «Прощавай, Бонапарт» про єгипетський похід Наполеона і в комедійній екранізації "Тисячі і однієї ночі. Частина музики з «Тітоньки Данієль» написана під оперне сопрано Катрін Рінгер. У «Сентиментальному агентові» використовується оркестровка в паризькому стилі. У фільмі «Місяць у стічній канаві» звучить танго, у стрічці «Час задоволень» — провокаційна пісня, а в комедії «Ніч в національній асамблеї» — іронічний марш. Широта поглядів композитора на творчість виявилася і в поєднанні різних музичних стилів у рамках окремо взятих фільмів. У «Коханцеві» музика, занурюючи глядача в атмосферу двадцятих і тридцятих років XX століття, пропонує йому блюз і пасодобль, вальс і фокстрот, ноктюрн і хабанеру і навіть версію «Марсельєзи», виконану за допомогою китайських народних інструментів. У іншій стрічці з музикою Яреда — «Острів мастодонтів» — звучать арабські пісні, йодль, американський фолк і реп.

### Організація творчості
Універсальної схеми роботи над музикою до фільмів у Яреда немає. Організація процесу залежить від тематики фільму і людей, з якими він працює. На відміну від інших кінокомпозиторів Яред воліє включатися в роботу вже на стадії написання сценарію. Такий підхід, за словами Яреда, дозволяє не прив'язувати свою творчість до «картинок з кіно» і дає необхідну свободу уяві. У ранній період своєї кіномузичної діяльності, починаючи з фільму Годара «Рятуй, хто може (своє життя)», композитор записував основний матеріал ще до початку знімального процесу. Пізніше Яред виробив гнучкіший підхід і став планувати написання деякої частини музики вже після зйомок. Такий метод він уперше застосував для фільму Жана-Жака Анно «Коханець» і розвинув, створюючи музику для «Англійського пацієнта».
Музика зароджується в уяві Яреда вже при читанні сценарію, натхненню сприяють бесіди з режисером і акторами. На цій стадії з'являються основні тематичні композиції. Перед тим, як почати працювати безпосередньо із зображенням, для узгодження музичного матеріалу з режисером Яред готує демо-запис з вигаданими темами. У ранній період творчості для її створення композитор обмежувався фортепіано. З часом, з'явилася необхідність готувати матеріали, що вже містять у собі всі музичні інструменти, що використовуються, і приклади оркестровки.
На наступному етапі, для того, щоб точніше «настроїти» музику стосовно зображення, композитор є присутнім на зніманні і переглядає зняті матеріали. Таким чином, музика продовжує формуватися разом з фільмом. Зазвичай Яред витрачає значну частину часу на саундтрек, і на відміну від багатьох його колег ніколи не працює відразу в декількох кінопроєктах.
Важливим моментом у створенні саундтреку Яред вважає оркестровку, яка дозволяє варіювати звучання, додаючи різні музичні відтінки і форми в мелодії для досягнення в ній необхідного акценту. У зв'язку з нестачею часу композитор користується послугами оркестраторів, які доводять матеріал, що надається Яредом, до потрібного завершення. Помічниками Яреда в різний час були Стефан Муша, Джон Белл, Джеф Атмаджян.

## Погляди на кіномузичне мистецтво
Габрієль Яред пояснює порівняно невисоку кількість фільмів, що випускаються, з його музикою необхідністю достатньої кількості часу, щоб саундтрек міг відповідати істинному духу фільмів. Інший підхід, за словами Яреда, робить з автора виробника музики, а не композитора. У його розумінні, п'ять-шість фільмів в середньому на рік, характерні для сучасних кінокомпозиторів, не дозволяють заглиблюватися у творчості й не залишають часу на пошук нових ідей. Як вважає Яред, немає нічого гіршого для композитора, ніж виявитися «застряглим» в якомусь одному з музичних стилів.
Музику Яред визначає як самодостатню форму мистецтва, що не потребує зображення. Хороша музика, навпаки, дозволяє відтворити образи, або підкреслити існуючі. За словами Яреда, музика повинна не просто означати кожну сцену у фільмі, вона повинна впливати на підсвідомість, щоб надихати публіку.

## Інша діяльність
Окрім музики до фільмів Габрієль Яред писав для національних балетів Марселя, Парижа і Амстердама, звертаючись, у тому числі, до свого досвіду в царині електронного звучання. Композитор працював з такими хореографами, як Ролан Петі та Каролін Карлсон. Одним з результатів цієї співпраці став поставлений Роланом Петі балет «Clavigo», який неодноразово демонструвався в Паризькій опері і був представлений на міжнародному фестивалі в Баальбеку і в Афінах. Яред займається і концертною діяльністю. Наприклад, у 2008 році він дав концерт з камерним оркестром, присвячений пам'яті Ентоні Мінгелли, на якому звучала музика Яреда з фільмів, у тому числі знятих покійним режисером.
| Балет              | Хореограф       | Прем'єра                          | Рік  |
| ------------------ | --------------- | --------------------------------- | ---- |
| Shamrock           | Каролін Карлсон | Нідерландський національний балет | 1987 |
| Le Diable Amoureux | Ролан Петі      | Марсельний національний балет     | 1989 |
| Vu d'ici           | Каролін Карлсон | Театр де ля Віль                  | 1995 |
| Clavigo            | Ролан Петі      | Паризька національна опера        | 1999 |

Поставивши собі за мету навчитися грати на кларнеті й віолончелі, Яред помітив, що з точки зору музики заняття з учителем нецікаві. В результаті він написав по два десятки дуетів, призначених для навчання з наставником, які згодом були видані.
Габрієль Яред є засновником і директором «Академії плеяди», створеною для підтримки молодих композиторів у виробництві і просуванні їхньої музики.

## Особистість
Звертають на себе увагу густе волосся і борода, вид, властивий творчій людині. Ті, кому довелося поспілкуватися з композитором, відзначають, що з Яредом легко вести діалог, говорити щиро, поетичною мовою. Вони ж відмічають пристрасть, яку він проявляє, коли мова заходить про музику. Сам композитор вважає себе допитливою людиною і трудівником, стверджує, що натхнення можливе лише за умови напруженої роботи. Щодня він приділяє час фортепіано, і записує свої твори за допомогою комп'ютера або на папір. Яред відносить себе до інтровертів, завжди важко переживає свої невдачі в кіно, хоча і визнає їхню неминучість в кар'єрі кінокомпозитора. Під час різних церемоній почувається не дуже комфортно на відміну від звичної йому концертної обстановки, коли в оточенні музикантів він виконує свої твори на фортепіано.

## Особисте життя
Габрієль Яред одружений, має дітей.

## Результати творчості
- 1974 : / Miss O'Gynie et les hommes fleurs
- 1978 : Жан-Крістоф / Jean-Christophe (т/с)
- 1980 : Рятуй, хто може (своє життя) / Sauve qui peut (la vie)
- 1981 : Мальвіль / Malevil
- 1982 : Запрошення у подорож / Invitation au voyage
- 1982 : Обмеження до 13 років / Interdit aux moins de 13 ans
- 1982 : Малі війни / Les petites guerres
- 1983 : Сара / Sarah
- 1983 : Місяць у стічній канаві / La lune dans le caniveau
- 1983 : Ява тіней / La java des ombres
- 1983 : Ганна К. / Hanna K.
- 1983 : Скарлатина / La scarlatine
- 1984 : Діагональ слона / La diagonale du fou
- 1984 : Стрільба уприглядку / Tir à vue
- 1984 : Немо / Nemo
- 1985 : Телефон завжди дзвонить двічі / Le téléphone sonne toujours deux fois
- 1985 : Прощавай, Бонапарт / Adieu Bonaparte
- 1985 : Вічний скаут / Scout toujours…
- 1985 : Вода і людина / Water and Man (к/м)
- 1986 : Тридцять сім і два щоранку / 37°2 le matin
- 1986 : Червона зона / Zone rouge
- 1986 : Очевидне бажання / Flagrant désir
- 1986 : Безлад / Désordre
- 1986 : Це — доля! / Beyond Therapy
- 1987 : Остання пісня / Last Song
- 1987 : Агент-баламут / Agent trouble
- 1987 : Чоловік у вуалі / L'homme voilé
- 1987 : Як був врятований Вонг Фо / Comment Wang-Fo fut sauvé (к/м)
- 1988 : Гандахар / Gandahar
- 1988 : Час задоволень / Les saisons du plaisir
- 1988 : Щури Монсуріса / Les rats de Montsouris (т/ф)
- 1988 : Заповіт убитого єврейського поета / Le testament d'un poète juif assassiné
- 1988 : Ніч в національній асамблеї / Une nuit à l'Assemblée Nationale
- 1988 : При тверезому розумі і твердій пам'яті / Clean and Sober
- 1988 : Римлянка / La romana (т/с)
- 1988 : Камілла Клодель / Camille Claudel
- 1988 : Ув'язнений / La prisonnière (к/м)
- 1989 : Ночі в Теннессі / Tennessee Nights
- 1989 : Ромеро / Romero
- 1990 : Тітонька Даніель / Tatie Danielle
- 1990 : Тисяча і одна ніч / Les 1001 nuits
- 1990 : Вінсент і Тео / Vincent & Theo
- 1990 : Королівська хвойда / La putain du roi
- 1991 : Коханець / L'amant
- 1992 : У колі першому / The First Circle ((т/ф)
- 1992 : Карта людського серця / Map of the Human Heart
- 1992 : Острів мастодонтів / IP5: L'île aux pachydermes
- 1992 : Донька повітря / La fille de l'air
- 1993 : Інстинкт ангела / L'instinct de l'ange
- 1993 : Ковчег і потоп / L'arche et les déluges
- 1993 : Свято / Les marmottes
- 1993 : Поміж двох вогнів / Profil bas
- 1994 : Загашені злі вогні / Des feux mal éteints
- 1994 : Вигнання з раю / Fall from Grace (т/ф)
- 1994 : 3000 сценаріїв проти вірусу / 3000 scénarios contre un virus (т/с)
- 1995 : Крила відваги / Wings of Courage
- 1995 : Чорний, як спогад / Noir comme le souvenir
- 1995 : Людина на повітряній подушці / L'homme aux semelles de vent (т/ф)
- 1996 : Англійський пацієнт / The English Patient
- 1996 : Еркюль і Шерлок проти мафії / Hercule & Sherlock
- 1997 : Тонка / Tonka
- 1998 : Місто янголів / City of Angels
- 1999 : Послання в пляшці / Message in a Bottle
- 1999 : Перший із зв'язки / Premier de cordée (т/ф)
- 1999 : Талановитий містер Ріплі / The Talented Mr. Ripley
- 1999 : Клавіго / Clavigo (т/ф)
- 2000 : Осінь у Нью-Йорку / Autumn in New York
- 2001 : Ліза / Lisa
- 2001 : Не бійся, не бійся / Not Afraid, Not Afraid
- 2002 : Ідол / L'idole
- 2002 : Одержимість / Possession
- 2002 : Єдина на світі / The One and Only
- 2003 : Щасливої дороги! / Bon voyage
- 2003 : Зниклі моряки / Les marins perdus
- 2003 : Сільвія / Sylvia
- 2003 : Холодна гора / Cold Mountain
- 2004 : Давайте потанцюємо / Shall We Dance
- 2005 : Живий літак / L'avion
- 2005 : Недодержка / Underexposure
- 2006 : Життя інших / Das Leben der Anderen
- 2006 : Азур і Азмар / Azur et Asmar
- 2006 : Вторгнення / Breaking and Entering
- 2007 : 1408
- 2007 : Кімната з видом / A Room with a View (т/ф)
- 2008 : Воскреслий Адам / Adam Resurrected
- 2008 : Манолете / Manolete
- 2008 : Наші діти звинувачуватимуть нас / Nos enfants nous accuseront
- 2008—2009 : Жіноче детективне агентство № 1 / The No. 1 Ladies' Detective Agency (т/с)
- 2009 : Бал акторок / Le bal des actrices
- 2009 : Коко Шанель і Ігор Стравінський / Coco Chanel & Igor Stravinsky
- 2009 : Їжачок / Le hérisson
- 2009 : Амелія / Amelia
- 2011 : У краю крові та меду / In the Land of Blood and Honey
- 2012 : Королівський роман / En kongelig affære
- 2012 : Кухар для президента / Les saveurs du Palais
- 2012 : Закохані / Belle du Seigneur
- 2013 : Том на фермі / Tom à la ferme
- 2013 : Обіцянка / A Promise
- 2013 : Тереза Ракен / In Secret
- 2014 : Пророк / The Prophet
- 2015 : Блакитний берег / By the Sea
- 2016 : Шоколад / Chocolat
- 2016 : Це всього лиш кінець світу / Juste la fin du monde
- 2016 : Обітниця / The Promise
- 2016 : Народився в Сирії / Nacido en Siria
- 2017 : Зазирни в його серце / Si tu voyais son coeur
- 2018 : Щасливий принц / The Happy Prince
- 2018 : Далілі в Парижі / Dilili à Paris
- 2018 : Смерть і життя Джона Ф. Донована / The Death and Life of John F. Donovan

| Релізи     | Релізи                                                                | Релізи                                  | Релізи                           |
| ---------- | --------------------------------------------------------------------- | --------------------------------------- | -------------------------------- |
| Рік        | Назва                                                                 | Лейбл                                   | AllMusic                         |
| 1975       | Vocals                                                                | Tele Music                              |                                  |
| 1979       | Toc Toc Toqué                                                         | RCA Records                             |                                  |
| 1980       | Sauve qui peut (la vie)                                               | Flarenasch                              | Альбом на сайті AllMusic (англ.) |
| 1981       | Malevil                                                               | RCA Records                             |                                  |
| 1982/ 1983 | Invitation au voyage                                                  | RCA Records/Varèse Sarabande Records    |                                  |
| 1983       | La Java des ombres                                                    | Milan Records                           |                                  |
| 1983/ 1987 | La lune dans le caniveau                                              | RCA Records                             | Альбом на сайті AllMusic (англ.) |
| 1983       | La scarlatine                                                         | Milan Records                           |                                  |
| 1983       | Hanna K.                                                              | RCA Records                             |                                  |
| 1985       | Scout toujours…                                                       | Milan Records                           |                                  |
| 1986       | 37°2 le matin                                                         | Virgin Records                          | Альбом на сайті AllMusic (англ.) |
| 1986       | Desordre                                                              | Virgin Records France                   |                                  |
| 1987       | Agent Trouble                                                         | Milan Records                           |                                  |
| 1988       | Camille Claudel                                                       | Virgin Records France                   | Альбом на сайті AllMusic (англ.) |
| 1988       | Les saisons du plaisir                                                | Milan Records                           |                                  |
| 1988       | Shamrock                                                              | Les Disques du Crépuscule               |                                  |
| 1990       | Les 1001 nuits                                                        | Musidisc                                |                                  |
| 1990       | Tatie Danielle                                                        | Virgin Records France                   |                                  |
| 1992       | IP5: L'île aux pachydermes                                            | Philips Records                         | Альбом на сайті AllMusic (англ.) |
| 1992       | La fille de l'air                                                     | Disques Carrère                         |                                  |
| 1992       | L'amant                                                               | Virgin Records/Varèse Sarabande Records | Альбом на сайті AllMusic (англ.) |
| 1993       | Les marmottes                                                         | RCA Records                             |                                  |
| 1993       | Map of the Human Heart                                                | Philips Records/PolyGram Records        | Альбом на сайті AllMusic (англ.) |
| 1993       | L'arche et les deluges                                                | Columbia Records                        |                                  |
| 1995       | Wings of Courage                                                      | Sony Classical                          | Альбом на сайті AllMusic (англ.) |
| 1996       | Adieu Bonaparte                                                       | CAM                                     | Альбом на сайті AllMusic (англ.) |
| 1996       | The English Patient                                                   | Fantasy Records                         | Альбом на сайті AllMusic (англ.) |
| 1997/ 1998 | Tonka                                                                 | PolyGram Records                        |                                  |
| 1999       | The Talented Mr. Ripley                                               | Sony Classical                          |                                  |
| 1999       | Message in a Bottle                                                   | Atlantic Records                        | Альбом на сайті AllMusic (англ.) |
| 2000       | Autumn in New York                                                    | Hollywood Records                       |                                  |
| 2001       | Discovery                                                             | Yad Music                               |                                  |
| 2002       | Possession                                                            | RCA Records                             | Альбом на сайті AllMusic (англ.) |
| 2003       | Cold Mountain                                                         | Miramax Records                         |                                  |
| 2003       | L'idole                                                               | East West                               |                                  |
| 2003       | Bon voyage                                                            | East West                               |                                  |
| 2003       | Sylvia                                                                | Varèse Sarabande Records                | Альбом на сайті AllMusic (англ.) |
| 2004       | Troy (Rejected Score) (бутлег)                                        | Gorfaine-Schwartz Agency                |                                  |
| 2005       | L'avion                                                               | Colosseum Records                       |                                  |
| 2006       | Das Leben der Anderen (у співавторстві з Стефаном Муша)               | Varèse Sarabande Records                |                                  |
| 2006       | Azur et Asmar                                                         | Naïve                                   | Альбом на сайті AllMusic (англ.) |
| 2006       | Breaking and Entering (у співавторстві з Underworld)                  | V2 Records                              | Альбом на сайті AllMusic (англ.) |
| 2007       | 1408                                                                  | Varèse Sarabande Records                | Альбом на сайті AllMusic (англ.) |
| 2009       | Le hérisson                                                           | Colosseum Records                       | Альбом на сайті AllMusic (англ.) |
| 2009       | Amelia                                                                | Varèse Sarabande Records                | Альбом на сайті AllMusic (англ.) |
| 2009       | Coco Chanel & Igor Stravinsky (у співавторстві з Ігорем Стравінським) | Naïve                                   |                                  |

| Збірки | Збірки                                                                                   | Збірки                | Збірки                           |
| ------ | ---------------------------------------------------------------------------------------- | --------------------- | -------------------------------- |
| Рік    | Назва                                                                                    | Лейбл                 | AllMusic                         |
| 1988   | Chansons et musiques des films de Jean-Pierre Mocky (у співавторстві з Хорхе Арриагадой) | Milan Records         |                                  |
| 1994   | Gabriel Yared                                                                            | Virgin Records France |                                  |
| 1998   | Gabriel Yared: Film Music 1980/1998                                                      | Yad Music             |                                  |
| 2005   | Gabriel Yared Film Music                                                                 | Cinéfonia Records     |                                  |
| 2008   | Rétrospective                                                                            | Naïve                 | Альбом на сайті AllMusic (англ.) |

## Досягнення і визнання
Найвдалішим фільмом у сенсі нагород для Яреда, як кінокомпозитора, став «Англійський пацієнт», який приніс йому «Оскара», «Золотий глобус», «Греммі», BAFTA та низку інших премій. На премію Американської кіноакадемії Яред номінувався ще двічі, кожного разу — завдяки музиці до фільмів Ентоні Мінгелли. 2010 року композитор здобув премію Європейської кіноакадемії за європейський внесок у світовий кінематограф. На церемонії нагородження, що пройшла в Таллінні, нагороду представила Жульєт Бінош, яка брала участь у фільмах з музикою Яреда, — «Англійському пацієнтові» і «Вторгненні», а вручила — вдова Ентоні Мінгелли.
У складеному журналом MovieScore рейтингу Габрієль Яред знаходиться на 67 місці серед кінокомпозиторів за сукупностю зібраної каси (274 млн доларів) фільмами, над якими вони працювали, і які вийшли в американський кінопрокат у період з 2000 до 2009 року.
| Рік                                                      | Категорія                                                                | Фільм                                                   | Результат |
| -------------------------------------------------------- | ------------------------------------------------------------------------ | ------------------------------------------------------- | --------- |
| Премія «Сезар»                                           |                                                                          |                                                         |           |
| 1987                                                     | Найкраща музика до фільму                                                | Тридцять сім і два щоранку                              | Номінація |
| 1988                                                     | Найкраща музика до фільму                                                | Агент-баламут                                           | Номінація |
| 1989                                                     | Найкраща музика до фільму                                                | Камілла Клодель                                         | Номінація |
| 1993                                                     | Найкраща музика до фільму                                                | Коханець                                                | Перемога  |
| 2004                                                     | Найкраща музика до фільму                                                | Щасливої дороги!                                        | Номінація |
| 2007                                                     | Найкраща музика до фільму                                                | Азур і Азмар                                            | Номінація |
| 2017                                                     | Найкраща музика до фільму                                                | Шоколад                                                 | Номінація |
| Премія «Оскар»                                           |                                                                          |                                                         |           |
| 1997                                                     | Найкраща музика до драматичного фільму                                   | Англійський пацієнт                                     | Перемога  |
| 2000                                                     | Найкраща музика до фільму                                                | Талановитий містер Ріплі                                | Номінація |
| 2004                                                     | Найкраща музика до фільму                                                | Холодна гора                                            | Номінація |
| Премія «Золотий глобус»                                  |                                                                          |                                                         |           |
| 1997                                                     | Найкраща оригінальна музика до фільму — Художній фільм                   | Англійський пацієнт                                     | Перемога  |
| 2000                                                     | Найкраща оригінальна музика до фільму — Художній фільм                   | Талановитий містер Ріплі                                | Номінація |
| 2004                                                     | Найкраща оригінальна музика до фільму — Художній фільм                   | Холодна гора                                            | Номінація |
| Премія BAFTA                                             |                                                                          |                                                         |           |
| 1997                                                     | Премія Ентоні Асквіта за музику до фільму                                | Англійський пацієнт                                     | Перемога  |
| 2000                                                     | Премія Ентоні Асквіта за музику до фільму                                | Талановитий містер Ріплі                                | Номінація |
| 2004                                                     | Премія Ентоні Асквіта за музику до фільму                                | Холодна гора                                            | Перемога  |
| Премія «Супутник»                                        |                                                                          |                                                         |           |
| 1997                                                     | Найкраща мужика до фільму                                                | Англійський пацієнт                                     | Перемога  |
| 1999                                                     | Найкраща мужика до фільму                                                | Місто янголів                                           | Номінація |
| 2004                                                     | Найкраща мужика до фільму                                                | Холодна гора                                            | Номінація |
| 2006                                                     | Найкраща мужика до фільму                                                | Життя інших                                             | Номінація |
| 2009                                                     | Найкраща мужика до фільму                                                | Амелія                                                  | Номінація |
| Премія «Греммі»                                          |                                                                          |                                                         |           |
| 1998                                                     | Краща інструментальна композиція написана для кінофільму або телебачення | Англійський пацієнт                                     | Перемога  |
| 1999                                                     | Краща інструментальна композиція написана для кінофільму або телебачення | Місто янголів                                           | Номінація |
| Американське товариство композиторів, авторів і видавців |                                                                          |                                                         |           |
| 1999                                                     | Найкасовіші фільми                                                       | Місто янголів                                           | Перемога  |
| 2008                                                     | Найкасовіші фільми                                                       | 1408                                                    | Перемога  |
| Асоціація телевізійних кінокритиків                      |                                                                          |                                                         |           |
| 2002                                                     | Премія «Вибір критиків» найкращому композиторові                         | Талановитий містер Ріплі                                | Перемога  |
| 2004                                                     | Премія «Вибір критиків» найкращому композиторові                         | Холодна гора                                            | Номінація |
| Премія «Світовий саундтрек»                              |                                                                          |                                                         |           |
| 2004                                                     | Найкращий оригінальний саундтрек року                                    | Холодна гора                                            | Перемога  |
| 2004                                                     | Композитор саундтреку року                                               | Холодна гора                                            | Перемога  |
| 2014                                                     | Кінокомпозитор року                                                      | Тереза Ракен, Пророк, Том на фермі                      | Номінація |
| Премія Європейської кіноакадемії                         |                                                                          |                                                         |           |
| 2006                                                     | Найкращий європейський композитор                                        | Життя інших (спільно зі Стефаном Муша)                  | Номінація |
| 2009                                                     | Премія за видатний європейський внесок у світового кіно                  | Премія за видатний європейський внесок у світового кіно | Перемога  |
| 2012                                                     | Найкращий європейський композитор                                        | Королівський роман (спільно з Сиріллом Офортом)         | Номінація |
| Німецька кінопремія                                      |                                                                          |                                                         |           |
| 2006                                                     | Найкраща музика до фільму                                                | Життя інших (спільно зі Стефаном Муша)                  | Номінація |
| Міжнародний кінофестиваль у Вальядоліді                  |                                                                          |                                                         |           |
| 2009                                                     | Премія за найкращу музику                                                | Воскреслий Адам та Їжачок                               | Перемога  |
| Премія «Роберт»                                          |                                                                          |                                                         |           |
| 2013                                                     | Найкраща оригінальна музика                                              | Королівський роман (спільно з Сиріллом Офортом)         | Номінація |
| Премія «Люм'єр»                                          |                                                                          |                                                         |           |
| 2017                                                     | Найкраща музика до фільму                                                | Це всього лиш кінець світу                              | Номінація |
| Нагорода 20/20                                           |                                                                          |                                                         |           |
| 2017                                                     | Премія Фелікс за найкращу кіномузику — Драма                             | Англійський пацієнт                                     | Перемога  |